# Надер Гандрі
Надер Гандрі (араб. نادر الغندري, нар. 18 лютого 1995, Обервільє) — французький і туніський футболіст, півзахисник клубу «Клуб Африкен» і національної збірної Тунісу.

## Клубна кар'єра
Народився 18 лютого 1995 року у французькому Обервільє в родині вихідців із Тунісу. Вихованець юнацьких команд футбольних клубів «Іврі», «Ред Стар» та «ЖД Дрансі».
У дорослому футболі дебютував 2012 року виступами за головну команду останнього клубу. Згодом грав за друголіговий французький друголіговий «Арль-Авіньйон», після чого перебрався на історичну батьківщину, граючи протягом 2014–2017 років за «Клуб Африкен».
Згодом мав бельгійський етап ігрової кар'єри, коли протягом 2017–2021 років грав за «Антверпен» і «Вестерло».
Згодом на умовах оренди з останнього клубу протягом частини 2021 року грав у Болгарії за «Славію» (Софія), після чого на умовах повноцінного контракту знову приєднався до туніського «Клуб Африкен».

## Виступи за збірні
2015 року залучався до складу молодіжної збірної Тунісу. На молодіжному рівні зіграв у 2 офіційних матчах.
2019 року дебютував в офіційних матчах у складі національної збірної Тунісу.
Був включений до заявки збірної на чемпіонат світу 2022 в Катарі.

## Статистика виступів

### Статистика клубних виступів
Станом на 22 лютого 2017
| Сезон                    | Команда                  | Чемпіонат                | Чемпіонат | Чемпіонат | Національний кубок | Національний кубок | Національний кубок | Континентальні кубки | Континентальні кубки | Континентальні кубки | Інші змагання | Інші змагання | Інші змагання | Усього | Усього | Усього |
| Сезон                    | Команда                  | Ліга                     | Ігор      | Голів     | Ліга               | Ігор               | Голів              | Ліга                 | Ігор                 | Голів                | Ліга          | Ігор          | Голів         | Ігор   | Голів  |        |
| ------------------------ | ------------------------ | ------------------------ | --------- | --------- | ------------------ | ------------------ | ------------------ | -------------------- | -------------------- | -------------------- | ------------- | ------------- | ------------- | ------ | ------ | ------ |
| 2012–13                  | «ЖД Дрансі»              | АЧФ                      | 9         | 0         | КФ+КЛ              | 0                  | 0                  |                      | -                    | -                    |               | -             | -             | 9      | 0      |        |
| 2013–14                  | «Арль-Авіньйон-2»        | АЧФ2                     | 10        | 0         |                    | -                  | -                  |                      | -                    | -                    |               | -             | -             | 10     | 0      |        |
| 2013–14                  | «Арль-Авіньйон»          | Л2                       | 3         | 0         | КФ+КЛ              | 0+1                | 0                  |                      | -                    | -                    |               | -             | -             | 4      | 0      |        |
| 2014–15                  | «Клуб Африкен»           | Л1                       | 18        | 0         | КТ                 | 0                  | 0                  |                      | -                    | -                    |               | -             | -             | 18     | 0      |        |
| 2015–16                  | «Клуб Африкен»           | Л1                       | 17        | 1         | КТ                 | 0                  | 0                  | ЛЧ                   | 0                    | 0                    |               | -             | -             | 17     | 1      |        |
| 2016–17                  | «Клуб Африкен»           | Л1                       | 13        | 0         | КТ                 | 0                  | 0                  | КК КАФ               | 3                    | 0                    |               | -             | -             | 16     | 0      |        |
| Усього за «Клуб Африкен» | Усього за «Клуб Африкен» | Усього за «Клуб Африкен» | 48        | 1         |                    | 0                  | 0                  |                      | 3                    | 0                    |               | -             | -             | 51     | 1      |        |
| 2017–18                  | «Антверпен»              | Д1                       | 4         | 0         | КБ                 | 1                  | 1                  |                      | -                    | -                    |               | -             | -             | 5      | 0      |        |
| Усього за кар'єру        | Усього за кар'єру        | Усього за кар'єру        | 74        | 1         |                    | 2                  | 1                  |                      | 3                    | 0                    |               | -             | -             | 79     | 2      |        |